# 静安区图书馆天目中路馆
静安区图书馆天目中路馆是中華人民共和國上海市靜安區的一家圖書館，前身是上海市閘北區圖書館。位於天目中路2號。建於1956年，1982年又新建新館。閘北區與靜安區合併後更名為静安区图书馆天目中路馆。

## 外部連結
- 官方网站